# آلبرت اتکینز
آلبرت اتکینز (۲۶ مارس ۱۸۶۷ – ۱۷ اوت ۱۹۴۳) بازیکن کریکت استرالیایی بود. او دوازده مسابقه درجه یک برای نیو ساوت ولز و کوئینزلند بین سال‌های ۱۸۹۵ تا ۱۸۹۶ و ۱۹۰۵ تا ۱۹۰۶ انجام داد.
اتکینز یک چوب‌زن متوسط و یک میدان‌بان عالی در بیرون زمین بازی بود که در سال ۱۸۹۶ به دلیل «حرکات گربه مانند» خود مورد ستایش قرار گرفت. او در چندین موقعیت کاپیتان کوئینزلند بود؛ از جمله بازی‌ای در برابر نیو ساوت ولز در سیدنی در سال ۱۹۰۲–۱۹۰۳ که توانست دو امتیاز ۸۲ و ۶۰ را به دست آورد. او و همسرش امیلی سه فرزند داشتند.